# York (Sierra Leone)
York è una piccola città costiera di pescatori situata su una penisola nel distretto rurale dell'Area Occidentale della Sierra Leone. Si trova a circa 25 miglia  dalla capitale Freetown.
Fondata in periodo post-coloniale, ospita il popolo Krio, mescolanza di etnie di ex schiavi liberati statunitensi e inglesi. La  maggioranza della popolazione di York è creola e di religione cristiana. La principale attività economica è la pesca.
Sebbene faccia parte del più ampio Consiglio del distretto rurale dell'area occidentale, York ha il proprio consiglio comunale eletto direttamente, guidato da un sindaco.

## Storia
Nel 1819 202 ex soldati del Royal African Corps (schiavi che servirono la Gran Bretagna nelle guerre napoleoniche) si stabilirono a York. Molti di questi ex soldati sposarono donne Sherbro. Nel 1822, ottantanove africani liberati si aggiunsero all'insediamento. Nel 1880 York aveva la più grande flotta di navi da pesca della penisola (cinquantuno canoe).
York sembra aver ospitato membri della famiglia reale inglese durante la prima e/o la seconda guerra mondiale. Alcune fonti affermano che l'edificio storico noto come The King's Yard sia stata un'area di scelta dai comandanti militari britannici durante la prima guerra mondiale scoppiata nel 1914 e fu anche un punto di osservazione per le guardie reali che proteggevano la famiglia reale. Gli abitanti del posto ritengono che la regina abbia trascorso qui tutto il suo tempo durante la prima guerra mondiale, mentre secondo altri rapporti, terminata l'epoca della schiavitù, durante la seconda guerra mondiale, la famiglia reale era di stanza al King's Yard.
Le case della città sono costruite in stile inglese, poiché i padroni degli schiavi erano soliti costruire tali case in tutta la Sierra Leone. Oggi questo stile artchitettonico è chiamato krios. Le strade sono ben pianificate e ricordano le case del profondo sud degli Stati Uniti.